# Giovani Calciatori Legnanesi 1920-1921
Questa pagina raccoglie le informazioni riguardanti il Giovani Calciatori Legnanesi nelle competizioni ufficiali della stagione 1920-1921.

## Stagione
Questa fu la seconda e ultima stagione disputata dalla compagine legnanese. Nel girone A lombardo della Prima Categoria 1920-1921 raggiunse un onorevole terzo posto davanti all'Ausonia Pro Gorla quarta e ultima in classifica, e dietro al Casteggio secondo e all'Inter capolista, non qualificandosi alla fase successiva.
In questa stagione anche il Football Club Legnano militava in Prima Categoria, e quindi la città lombarda era rappresentata, al massimo livello, da due società calcistiche. Essendo però inseriti in due gruppi differenti, tra i due club non venne mai disputato un derby.
Dopo la fine della stagione, nel luglio del 1921, i Giovani Calciatori Legnanesi si fusero con il Football Club Legnano, scomparendo dal panorama calcistico italiano.

## Divise
| 1ª divisa |

## Organigramma societario
Area direttiva
- Presidente: ?

Area tecnica
- Allenatore: ?

## Rosa
| N. |                   | Ruolo | Calciatore        |
| -- | ----------------- | ----- | ----------------- |
|    | Italia (bandiera) | P     | Tajè              |
|    | Italia (bandiera) | D     | Cecchetti         |
|    | Italia (bandiera) | D     | Elio Pagani       |
|    | Italia (bandiera) | D     | Comerio           |
|    | Italia (bandiera) | D     | Guglielmo Colombo |
|    | Italia (bandiera) | D     | Caccia            |
|    | Italia (bandiera) | C     | Mara              |
|    | Italia (bandiera) | C     | Luigi Allemandi   |

| N. |                   | Ruolo | Calciatore |
| -- | ----------------- | ----- | ---------- |
|    | Italia (bandiera) | C     | Lorenzini  |
|    | Italia (bandiera) | A     | Maino      |
|    | Italia (bandiera) | A     | B. Colombo |
|    | Italia (bandiera) | A     | Galli      |
|    | Italia (bandiera) |       | Varisco    |
|    | Italia (bandiera) |       | Farioli    |

## Risultati

### Sezione lombarda - girone A

#### Girone d'andata
| Arbitro: | Guiot (Milano) |

|  |           |                                                                                |
|  | Marcatori | 3’ Lorenzini 30 rig’, 64’ Allemandi 68’, 76’ Lorenzini 79’ Galli 86’ Allemandi |

| Solbiate Olona 31 ottobre 1920 2ª giornata | Legnanesi          | 0 – 3 | Casteggio | \| Arbitro: \| Brambilla (Milano) \| |
| Arbitro:                                   | Brambilla (Milano) |       |           |                                      |

| Arbitro: | Fries (Pavia) |

| |           |  |
| Cevenini 15’, 20’, 25’, 30’ Agradi 40’ Cevenini 55 rig’ Aebi 60’ Cevenini 62’ Aebi 65’ Cevenini 70’ Aebi 80’ Fossati 87’ | Marcatori |  |

#### Girone di ritorno
| Legnano 14 novembre 1920 4ª giornata | Legnanesi           | 5 – 0 | Ausonia Pro Gorla | Campo di via Lodi\| Arbitro: \| Bistoletti (Milano) \| |
| Arbitro:                             | Bistoletti (Milano) |       |                   |                                                        |

| Pavia 21 novembre 1920 5ª giornata | Casteggio         | 2 – 2 | Legnanesi | \| Arbitro: \| Livraghi (Milano) \| |
| Arbitro:                           | Livraghi (Milano) |       |           |                                     |

| Legnano 5 dicembre 1920 3ª giornata | Legnanesi     | 2 – 3 | Inter | Campo di via Lodi\| Arbitro: \| Zoni (Varese) \| |
| Arbitro:                            | Zoni (Varese) |       |       |                                                  |

## Statistiche

### Statistiche di squadra
| Competizione                        | Punti | Totale | Totale | Totale | Totale | Totale | Totale | DR |
| Competizione                        | Punti | G      | V      | N      | P      | Gf     | Gs     | DR |
| ----------------------------------- | ----- | ------ | ------ | ------ | ------ | ------ | ------ | -- |
| Prima Categoria (girone A lombardo) | 5     | 6      | 2      | 1      | 3      | 16     | 20     | -4 |

### Statistiche dei giocatori
| Giocatore    | Prima Categoria | Prima Categoria |
| Giocatore    | Presenze        | Reti            |
| ------------ | --------------- | --------------- |
| L. Allemandi | ?               | ?               |
| Caccia       | ?               | ?               |
| B. Colombo   | ?               | ?               |
| G. Colombo   | ?               | ?               |
| Farioli      | ?               | ?               |
| Galli        | ?               | ?               |
| Lorenzini    | ?               | ?               |
| Maino        | ?               | ?               |
| Mara         | ?               | ?               |
| Pagani       | ?               | ?               |
| Tajè         | ?               | ?               |
| Varisco      | ?               | ?               |